# 克利夫頓鎮區 (密蘇里州蘭道夫縣)
克利夫頓鎮區（英語：Clifton Township）是位於美國密蘇里州蘭道夫縣的一個行政鎮區。

## 地方資料
克利夫頓鎮區的面積為71.18平方千米，當中陸地面積為71.13平方千米，而水域面積為0.05平方千米。根據2020年美國人口普查的數據，當地共有人口232人，而人口密度為每平方千米3.26人。